# Gunvoria
Gunvoria is een geslacht van hooiwagens uit de familie Triaenonychidae.
De wetenschappelijke naam Gunvoria is voor het eerst geldig gepubliceerd door Kauri in 1961. 

## Soorten
Gunvoria is monotypisch en omvat slechts de volgende soort:
- Gunvoria spatulata